# عامل ریسک (بیماری)
عامل ریسک یا ریسک فکتور (به انگلیسی: Risk Factor) به متغیری گفته می‌شود که وجود آن با افزایش احتمال ابتلا به یک بیماری یا عفونت همراه باشد. عوامل ریسک نشان‌دهندهٔ همبستگی هستند و لزوماً علت بیماری را نشان نمی‌دهند. برای مثال نمی‌توان جوان بودن را عامل بیماری سرخک دانست بلکه احتمال ابتلا به بیماری سرخک در جوانان بیشتر است، همچنین مرد بودن در بیماریهای قلبی عروقی عامل ریسک است.
علاوه بر عوامل ریسک سنتی مثل سن، جنس، سیگار کشیدن، کلسترول، اچ دی ال و فشار خون، پیری، عوامل ریسک دیگری مانند پیشینه خانوادگی و محرومیت اجتماعی نیز به عنوان عامل ریسک بیماریها شناخته شده اند.
ریسک فاکتور به طور کلی عاملی است که احتمال رشد یا ابتلا به یک اختلال یا بیماری را افزایش می‎ دهد. برای مثال، چاقی به شکل قابل ملاحظه ‎ای باعث افزایش خطر ابتلا به بیماری دیابت نوع 2 می‎ شود. بنابراین چاقی یک ریسک فاکتور دیابت نوع 2 است.